# Piotr Kreczeuski
Piotr Antonawicz Kreczeuski (biał. Пётр Антонавіч Крэчэўскі; ur. 7 sierpnia 1879 w Dubnie, zm. 8 marca 1928 w Pradze) – białoruski polityk, nauczyciel i publicysta, jeden ze współzałożycieli Białoruskiej Republiki Ludowej (BRL), w latach 1919–1928 przewodniczący Rady BRL, formalnie głowa państwa na uchodźstwie.

## Życiorys
Urodził się na Polesiu w rodzinie diakona prawosławnego. W 1902 ukończył Wileńskie Seminarium Duchowne, po czym pracował jako nauczyciel na Białostocczyźnie i Grodzieńszczyźnie. W latach 1909–1914 zatrudniony w Wileńskim Banku Państwowym.
Po wybuchu I wojny światowej powołany do armii rosyjskiej, w której walczył do 1916. Po rewolucji bolszewickiej przygotowywał I Zjazd Wszechbiałoruski. Został przywódcą Białoruskiej Partii Socjalistów-Federalistów.
Wybrany do Rady Białoruskiej Republiki Ludowej, w maju 1918 został członkiem pierwszego białoruskiego rządu jako sekretarz (wiceminister) handlu. 11 października 1918 wybrano go sekretarzem Rady BRL. 13 grudnia 1919 objął urząd przewodniczącego Rady BRL, początkowo z siedzibą w Mińsku, później kolejno w Kownie, Berlinie i Pradze. We wrześniu 1921 współorganizował białoruską konferencję w Pradze, na której starał się pojednać różne nurty białoruskiego ruchu niepodległościowego oraz przybliżyć problematykę Białorusi politykom czeskim.
Założył Archiwum Białoruskie w Pradze (w 1945 przejęło je NKWD wywożąc do Moskwy). Na emigracji wydał też dramat „Rahneda” dotyczący sytuacji w księstwie połockim w X wieku, w rzeczywistości będący ilustracją sytuacji politycznej Białorusi w 1921. W 1926 napisał książkę – kompendium wiedzy o Białorusi „Zamieżnaja Biełarus'”
Mimo lewicowych poglądów pozostał zdeklarowanym antykomunistą oraz przeciwnikiem rzeczywistości sowieckiej. Odrzucał tzw. państwowość Białoruskiej SRR, a traktat ryski nazywał rozbiorem Białorusi.